# 卡特曼的肛门探针
《卡特曼的肛门探针》（英語："Cartman Gets an Anal Probe"）是美国动画喜剧《南方公园》的第1集，于1997年8月13日通过喜剧中心频道在美国首播。4名儿童主角埃里克·卡特曼、凯尔·布拉夫斯其、斯坦·马希和肯尼·麦克康米克在本集中首度亮相，剧情讲述他们设法营救凯尔被外星人绑架的弟弟艾克。
《南方公园》主创特雷·帕克和马特·斯通在创作本集剧本时还没有同喜剧中心频道签订电视剧合约。由于缺乏资金，本集是采用剪纸定格动画技术制作，与两人之前制作的短片类似。在所有的《南方公园》剧集中，只有《卡特曼的肛门探针》基本没有采用電腦技术制作动画。
《南方公园》的面世受到20世纪80至90年代美国发生的文化战争影响，内容有意朝挑衅方向发展。节目的大部分幽默都源自几个主要人物外表和行为的对比，他们一方面看似纯真儿童，但另一方面所做所为又往往充满暴力和残忍，《卡特曼的肛门探针》也不例外。本集还体现出嘉年华会狂欢的创作风格，其中包括幽默、身体机能失调、挑战官方话语的语言学游戏，以及对社会结构的反演。
节目播出后的初步反响以负面为主，多位评论员对剧情中无端出现的猥亵内容感到特别不满。对于本集中猥亵内容的份量，帕克之后表示，他和斯通凭此前的短片成名，所以希望《南方公园》也能达到短片的水准，对此两人颇感压力。多位评论员还将剧集与他们眼中更为复杂和微妙的动画节目相比，觉得《瘪四与大头蛋》和《辛普森家庭》都比《南方公园》优秀。

## 剧情
凯尔·布拉夫斯其、斯坦·马希、肯尼·麦克康米克和埃里克·卡特曼在一起等待校车，凯尔的弟弟艾克想要跟凯尔去上学，但凯尔不同意。卡特曼说起他晚上做了个梦，梦见自己被外星人绑架，但另外3人都说那其实不是梦，卡特曼真的是被人称“访客”的外星人绑架了，不过卡特曼并不相信他们。
镇上的厨师在路边停车，询问几个男孩昨天晚上是否看到外星人的飞船，无意间证实了卡特曼的“梦境”，还透露了一些有关外星人肛门探针的消息（卡特曼在这集裡一直否认自己有被外星人植入过肛门探针）。厨师离开后，校车来了，几个孩子都上了车，但却从车后窗惊恐地发现“访客”突然出现绑走了艾克，凯尔接下来开始想方设法营救弟弟。
到学校后，卡特曼开始无端放屁，而且放屁时还有火窜出来；凯尔请求老师准假，让他去救弟弟，但加里森老师不同意。厨师得知艾克被绑架，还看到卡特曼的肛门裡有某种机械冒出来，于是拉响学校火警，帮几个孩子逃跑。离开学校后，卡特曼重申自己被外星人绑架一事完全只是梦境，这时他突然被一条光束射中并开始唱歌跳舞，很快又有架飞船出现。凯尔朝飞船扔了块石头，飞船开火回击，肯尼躲到路边，就在他后退时，一群奶牛突然出现并从他身上踩过，但他还是活了下来。这时又突然出现一辆警车从他身上压过，肯尼因此丧命。
斯坦和凯尔在斯塔克湖见到同学大波蓮（Wendy），后者提议用卡特曼肛门中的机械联系“访客”。几个孩子把卡特曼绑在树上，希望能把“访客”引回来。卡特曼又放了个屁，肛门裡涌出巨大的卫星天线。外星人的飞船飞过来，艾克逃到安全地带。与此同时，访客开始同这里的奶牛交流，发现这才是地球上最聪明的物种。外星人又把卡特曼绑走，第2天回到校车停靠站时，他已经患上红眼病。

## 背景
1992年，正在科罗拉多大学求学的特雷·帕克和马特·斯通制作出一部与圣诞节有关的动画短片，名为《圣诞精神：耶稣战雪人》，这部做工粗糙的低成本动画就是《南方公园》的前身，几个主要角色的原型都是在片中首度亮相。福克斯广播公司高管布莱恩·格拉登（Brian Graden）看过这部短片，然后在1995年请帕克和斯通再制作一部短片，准备将之做成影像圣诞贺卡寄给朋友们。这部名为《圣诞精神：耶稣战圣诞老人》的短片与之后的《南方公园》剧集更为相似。新短片很受追捧，并通过复制品和互联网广泛传播。短片引起的关注已经有望发展成电视剧，帕克和斯通于是设想以“南方公园”镇为背景，凯尔、斯坦、肯尼和卡特曼为主角制作动画剧集。喜剧中心频道之后表示对这一项目有兴趣，《卡特曼的肛门探针》由此诞生。
《南方公园》是20世纪80至90年代美国文化战争的产物，在此期间，墨菲·布朗（Murphy Brown）作为单身母亲独自抚养孩子，天线宝宝的性取向，以及辛普森家的家庭价值观之类话题都激起广泛讨论。这场文化战争、特别是其中的政治正确倾向受到相对主义信仰驱动，论点越来越多地涉及人们的日常生活，受此影响，通常被认为更“传统”、可靠的价值观逐渐在美国社会失势。有学者认为，《南方公园》就是这种价值观辩论的产物，“以粗鲁、残忍、低俗、挑衅甚至潜在的危险性成名。”节目的批评者指出，斯坦、凯尔、卡特曼和肯尼都是孩子们的坏榜样；而支持者则称赞节目对言论自由的捍卫。

## 制作

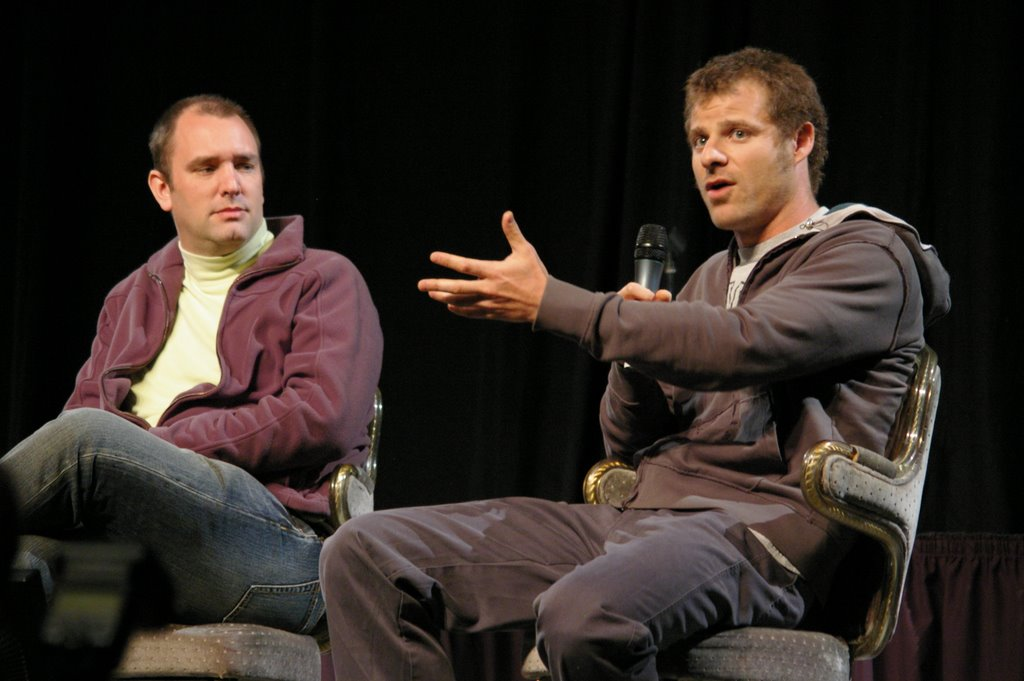
马特·斯通（右）和特雷·帕克（左）用了3个月时间采用剪纸定格动画技术制作《卡特曼的肛门探针》

《卡特曼的肛门探针》是《南方公园》的试播集，由马特·斯通和特雷·帕克编剧，帕克还亲自担任导演，制作预算为30万美元。与之前的短片《圣诞精神》一样，这集也是完全采用传统的剪纸定格动画制作。为此，他们需要耗费大量时间用彩色美术纸制作数以百计的剪纸模型，其中包括各个人物的嘴型、人物的不同尺寸等，还要用头顶摄像头拍下节目的每一帧镜头，对白则在前期录制。助理人员可以在剪纸和粘贴方面提供协助，但动画则基本是由帕克、斯通和《南方公园》作画监督埃里克·斯陶（Eric Stough）完成。整个制作过程耗时3到3个半月，其中动画制作是1996年夏在科罗拉多州丹佛赛璐珞工作室的一个小房间内进行。剧中繁星点点的夜空是在充当背景的黑色纸板上扎出多个小孔，再在背面放置光源达成，肯尼流出的血则是用红色记号笔画上去，起初只有一个点，之后每一帧再逐渐增多。没有说话的角色都很少移动，这是为了节省动画制作的时间。
喜剧中心一集电视剧的播映时长为半小时，但帕克和斯通起初并没想到节目中需要插播广告，所以制作完成的试播集长度达到28分钟，不适合播映。为了将节目缩短到22分钟，两位主创剪掉了约10分钟的素材，再出于保持故事连贯性的需要加回3分钟。例如起初的剧情中卡特曼是因为一些年龄较大的孩子给他吃了些玉米粉蒸肉导致放屁时有火窜出，经过缩减后，他放屁时有火的原因变成外星人植入他体内的探针。其它被剪的镜头大多涉及另一人物皮普（Pip），他的出场镜头之后加在第5集《象猪交合》中，并且保留原有的剪纸动画形式。后来加入的3分钟内容采用计算机动画制作，《南方公园》之后的所有剧集也都是采用计算机动画制作。由于主创人的目标是用计算机动画从视觉角度模拟剪纸动画，这种技术当时还有欠完善，所以《卡特曼的肛门探针》中可以明显看出两种不同风格的动画。
剧中的南方公园小镇源自科罗拉多州帕克县境内的同名盆地，据节目主创表示，许多有关“不明飞行物目击事件、屠牛事件、甚至大脚怪踪迹”的民间传说和新闻报道都是源自这里。帕克和斯通原计划在之后的剧集中加入更多与外星人有关的内容，但还是改变了主意，不想给观众一种《南方公园》是在恶搞热门科幻电视剧《X档案》的印象。不过，之后的许多剧集裡都有外星人隐藏在背景中，这些都是剧组为剧迷提供的彩蛋，1993年的独立电影《食人魔：歌舞剧》（Cannibal! The Musical）是帕克和斯通的首次重大合作，两人自那时起就开始了在镜头背景中加入外星人的传统。
据帕克表示，他和斯通都希望新剧能达到《圣诞精神》的水准，这种期望带来的压力有可能导致他们在某些方面稍嫌过火，因此剧中才有这么多的脏话。帕克还特别指出，他和斯通都觉得有必要在确保节目能够过关的前提下让台词尽可能粗俗。相比之下，之后的剧集就“更加自然”，这些剧集也更多的是专注于“离奇的事情，以及拿那些禁忌的事情开玩笑”，“而不只是单纯地抛出一堆脏话”。
《卡特曼的肛门探针》正式播出前的试播反响不佳，喜剧中心频道的高管们在是否要继续订购《南方公园》上有些拿不定主意。但由于《圣诞精神：耶稣战雪人》和《圣诞精神：耶稣战圣诞老人》两部短片在互联网上经久不衰，电视台决定请帕克和斯通再多制作一集。两人在制作《增肥4000》时希望能让电视台明白，《南方公园》的每一集都会与其他集不同，电视台对这集的剧本表示满意，帕克和斯通进一步表示，如果喜剧中心不愿签订合约，订购至少有6集节目的一整季，他们不会再这样一集一集地制作下去，电视台接受两人的要求，《南方公园》第1季至此有了着落。

## 主题
《新西兰先驱报》（The New Zealand Herald）的泰瑞·菲茨塞尔（Teri Fitsell）认为，《南方公园》的总体基调是“恶毒的社会讽刺”，节目中聚焦的这几个孩子并不是不道德，而是是非不分，与周围伪善成年人的纵容形成对比。《周日苏格兰报》（Scotland on Sunday）的汤姆·拉平（Tom Lappin）将《南方公园》同《辛普森一家》和《乡巴佬希尔一家的幸福生活》（King of the Hill）对比，认为《南方公园》与另外两部动画电视剧的显著区别在于，《南方公园》中有一些带有“真实恶意”的手段，肯尼经常性地惨死就是这种手段的范例。
剧中的幽默一定程度上源自人物可爱外表和粗俗行为之间的反差。不过，帕克和斯通都曾在节目早期接受采访时表示，剧中的人物台词是贴近现实的。“很多节目裡的小孩都很甜美，很善良，但这根本就不真实……难道人们都忘了自己读三年级时是副什么德性？我们都是些小混球。”弗雷德里克·比德尔（Frederic Biddle）在《波士顿环球报》（The Boston Globe）撰文指出，《南方公园》“反复在令人震惊的小学审美价值观上大做文章，并因此大获成功”，节目“更象是粗俗版的花生漫画，而非精简版《瘪四与大头蛋》。”在他看来，剧中的肯尼就是这种特点的显著例证，他象征没有发言权的低年级学生，每一集裡都落得惨死的下场。《多伦多太阳报》的克莱尔·比克利（Claire Bickley）认为：“天真和邪恶可以在那个年纪的孩子们身上并存，这个节目把握住了这点”，“这些男孩对人体机能着迷”，所以“模仿成年人的行为和话语”。例如，凯尔要求斯坦和温迪“在火堆旁做甜蜜的爱”，这话是他从厨师那里学来的。吉姆·道森（Jim Dawson）在对胃肠胀气相关幽默进行的研究中指出，20世纪90年代成人动画的迅速发展使得电视开始放任《莱恩和史丁比》（The Ren and Stimpy Show）、《辛普森一家》和《瘪四与大头蛋》这类节目中的幽默类型。《南方公园》也是建立在这样的传统之上，《卡特曼的肛门探针》便是其开山之作。
本集采用了文艺理论家米哈伊尔·米哈伊洛维奇·巴赫京称为嘉年华会狂欢的创作风格。伊桑·汤普森（Ethan Thompson）就此在《好范例，坏品味：《南方公园》的嘉年华会狂欢讽刺》（Good Demo, Bad Taste: "South Park" as Carnivalesque Satire）”一文中解释，这种风格包含4类关键要素：幽默、身体机能失调、挑战官方话语的语言学游戏，以及对社会结构的反演。剧中卡特曼身体肥胖，而且不由自主地要放屁，这就是身体机能失调的体现。几个男孩在剧中出口成脏，说出一些“肥屁股”、“假阳具”之类的词，挑战社会上约定俗成的语言界限。最后，南方公园小镇上的社会结构也是倒转的，4个孩子都知道有关外星人的知识，相比之下，镇上的成年人却一无所知。此外，这些外星人还认为奶牛比人类更聪明，这又反转了物种上的进化层次。
《南方公园》往往会在剧集中加入大量音乐曲目，这其中又有许多都是戏仿20世纪30年代的动画片。以本集为例，卡特曼被外星人飞船放出的光束射中后演唱的歌曲是《我想要歌唱》（I Love to Singa），这首歌就源自1936年的同名动画片。

## 播映和反响
《卡特曼的肛门探针》于美国东部夏令时1997年8月13日晚上22点通过喜剧中心频道首播，并通过环球电视频道在加拿大首播，播出时间定在《宋飞传》之后，并且剪掉了其中会招致反感的内容。试播集中删除的部分除有关假阳具的笑话外，还包括凯尔脚踢弟弟艾克的两个镜头。但由于观众对此感到不满，节目于1997年10月17日晚开始延后到午夜播出，被剪的内容全部恢复。1998年7月10日，《卡特曼的肛门探针》通过第四台首度向英国电视观众亮相，这时距节目在美国首播已过了近1年，而且也没有在卫星电视频道播映。某电视台发言人表示：“这是为那些在酒吧吃过咖喱后回来的观众准备的。”
《卡特曼的肛门探针》首播的尼尔森收视率为1.3，相当于有98万美国观众收看，在美国有线电视频道中属较好成绩。2007年4月，《新西兰先驱报》在报道中认为本集“大获成功”，但节目最初播出后所获评价却以负面为主，许多评论都批评剧中低级、猥亵的喜剧风格。《娱乐周刊》的布鲁斯·弗雷茨（Bruce Fretts）认为节目的剧本和人物塑造表现不佳，剧中人物缺乏个性，笑话也显过时，角色塑造就像节目中“剪切粘贴而成的动画一样单薄”。《旧金山考察报》（The San Francisco Examiner）的蒂姆·古德曼（Tim Goodman）认为，许多观众都会觉得《南方公园》“卑劣、粗俗、病态、幼稚、轻率、缺乏同情心，而且有潜在的危险性”。在他看来，观众要接受《南方公园》，就必须容忍其中的讽刺、挖苦和愤怒，只要观众能够做到这点，那么《南方公园》就会瞬间成为他们眼中堪比《辛普森一家》的邪典经典。
《奥兰多哨兵报》（Orlando Sentinel）的哈尔·伯德克（Hal Boedeker）认为《南方公园》“臃肿、无趣、幼稚而自大”，《卡特曼的肛门探针》给人的印象尤其糟糕，甚至很难让人跟上其怪异的思维层面。安·霍奇斯（Ann Hodges）在《休斯敦纪事报》发文称，这部电视剧就是由那些“幼稚的大人”制作，其目标受众除了还没长大的成年人外，还包括那些“喜欢儿童节目的成年人”。《时代》周刊的吉妮娅·贝拉方特（Ginia Bellafante）觉得《南方公园》就像《辛普森一家》和《瘪四与大头蛋》的继承者，但却因内容未能凝聚、“缺乏潜台词”而显得空洞。卡林·詹姆斯（Caryn James）在《纽约时报》撰文指出，这部电视剧“在小细节上最为成功”，“似乎会有前途”。《华盛顿邮报》的汤姆·夏尔斯（Tom Shales）对《南方公园》前3集的整体评价都不佳，称《卡特曼的肛门探针》中大部分的幽默都是对其粗俗自我感觉良好甚至自吹自擂的体现。在他看来，剧中充斥着与肠胃胀气有关的笑话，反复出现的“假阳具”一词既有取字面含义的应用，又有用于贬损他人的咒骂，整体气氛充满恶意，令人不快。《纽约每日新闻》的埃里克·明克（Eric Mink）对节目有正面评价，称赞剧中“独特、有趣的人物”，特别是“最有活力的”卡特曼一角，仿佛“8岁的躯体中住着一位痛苦的老人”。

## 家用媒体发行
1998年5月5日，《南方公园》首度经家用媒体发行，3卷录像带组成的套装中除《卡特曼的肛门探针》外，还收录了《南方公园》第1季的另外12集，并且帕克和斯通对每一集都有风趣的简介。2002年11月12日，《南方公园：第一季完整版》（South Park: The Complete First Season）发行，其中同样收录了第1季的13集节目。帕克和斯通为每集都录制了评论音轨，但由于其中某些语句涉及的“标准”问题而未纳入，两人都不接受收录这些音轨所需要的剪辑和审查，最终所有评论音轨都是经单独发行。此外，观众还可以通过《南方公园》网站免费在线观看包括《卡特曼的肛门探针》在内的几乎所有剧集。
帕克和斯通起初完成的原版试播集没有在电视上播映，后于2003年经发行，并且可以通过在美国的百思买商店购买《南方公园：第二季完整版》（South Park: The Complete Second Season）来获得，其封底还有对原版试播集的简要介绍，由《南方公园》作画监督埃里克·斯陶解说。2009年，原版试播集在电视剧官方网站提供为期30天的免费在线观看，还配有斯陶和南方公园工作室创意总监克里斯·布里昂（Chris Brion）共同解说的评论音轨。此外，原版试播集还曾在一些场所公开播映，如1998年科罗拉多州阿斯彭举办的美国喜剧艺术节，以及2011年的圣迭戈国际动漫展，之后的这次播映也是《南方公园》15周年宣传庆典活动的组成部分。